# Cupolă pentagonală giroalungită
În geometrie cupola pentagonală giroalungită este un poliedru convex construit prin alungirea unei cupole pentagonale (J5) prin atașarea unei antiprisme decagonale (în loc de o prismă decagonală, ca la poliedrul J20) la baza acesteia, ceea ce se reflectă în denumire prin prefixul „giro”. Este poliedrul Johnson J24. Având 32 de fețe, este un triacontadiedru.
Cupola pentagonală giroalungită poate fi văzută și ca o bicupolă pentagonală giroalungită (J46) cu o cupolă pentagonală îndepărtată. Ca la toate cupolele, poligonul bazei are de două ori mai multe laturi decât cel din partea de sus (în acest caz, poligonul de jos este un decagon, iar cel de sus este un pentagon).

## Mărimi asociate
Următoarele formule pentru arie A și volum V sunt stabilite pentru lungimea laturilor tuturor poligoanelor (care sunt regulate) a:
{\displaystyle A=5+{\frac {1}{4}}{\sqrt {2600+310{\sqrt {5}}+50{\sqrt {2175+930{\sqrt {5}}}}}}\,a^{2}\approx 25,240004\,a^{2}.}
Volumul se calculează pe baza rădăcinii polinomului

{\displaystyle 1679616x^{8}-11197440x^{7}+27060480x^{6}+35769600x^{5}-4456749600x^{4}-10714248000x^{3}+3828402000x^{2}+13859430000+5340175625}

din vecinătatea punctului {\displaystyle x=9,073333}, adică
{\displaystyle V=x\,a^{3}\approx 9,073333\,a^{3}.}

## Poliedru dual
Dualul cupolei pentagonale giroalungite are 25 de fețe: 10 romboizi, 5 romburi și 10 pentagoane:
| Dualul cupolei pentagonale giroalungite | Desfășurata dualului |
| --------------------------------------- | -------------------- |
|                                         |                      |